# Live USB

Скриншот Ubuntu 8.04 запущеної з USB Flash Drive, «Live USB».

Live USB (живий накопичувач USB) — це USB-флеш накопичувач, або зовнішній твердий диск, що містить повну операційну систему, з якої можна завантажитися. Не зважаючи на те, що вони тісно пов'язані із Live CD в тому, що вони можуть бути використані у вбудованих системах для адміністрування, відновлення даних Live USB може зберігати налаштування і встановлювати пакети програмного забезпечення на пристрій USB. Багато операційних систем, включаючи Mac OS 9, MacOS, Windows XP Embedded і велика частина дистрибутивів Linux і BSD можуть працювати з флеш-накопичувача USB, та Windows 8 Enterprise має функцію під назвою Windows To Go для аналогічної мети.

## Передумова
Персональні комп'ютери ввели завантаження з USB на початку 2000-х років, з комп'ютерами Macintosh, які вводили цю функціональність в 1999 році, починаючи з Power Mac G4 з AGP графікою та моделями iMac G3 зі слотовим завантаженням. Комп'ютери Mac на базі Intel перейняли цю функціональність завантаження MacOS з USB. Спеціалізоване USB-завантаження було запропоновано IBM в 2004 році з Реінкарнацією персональних комп'ютерів з портативними SoulPad і завантаженням GNU/Linux з FireWire пристроїв. (Оригінальна цитата: «Reincarnating PCs with Portable SoulPadss and Boot GNU/Linux from a FireWire device»).

## Переваги та недоліки
Live USB поділяє багато переваг і обмежень Live CD, а також включає свої власні.

### Переваги
- На відміну від Live CD, дані, що містяться на завантажувальному пристрої можуть бути змінені та додані нові. Користувач може виконувати його чи її переважну операційну систему, додатки, налаштування та особисті файли, що дозволяє легко розділити єдину систему між декількома користувачами.
- Live USB забезпечують додаткову перевагу підвищеної конфіденційності, тому що користувачі можуть легко переносити USB пристрій з собою та зберігати його в безпечному місці, зменшуючи можливості отримати доступ до даних іншим людям. З іншого боку, пристрій USB може бути легко втрачений або вкрадений, тому шифрування даних та створення резервних копій є ще більш важливим, ніж з типовою настільною системою.
- Відсутність рухомих частин в флеш-пристроях USB дозволяє істинний довільний доступ, уникаючи затримки обертання і часу пошуку жорстких дисків або оптичних носіїв, тобто невеликі програми будуть запускатися швидше з флеш-накопичувача USB, ніж з локального жорсткого диска або Live CD. Однак, USB-пристрої, як правило, отримують більш низькі швидкості передачі даних, ніж внутрішні жорсткі диски, та завантаження з більш старих комп'ютерів, які не мають USB 2.0 або більш пізню версію може бути дуже повільними.

### Недоліки
- Операційні системи Live USB такі як Ubuntu Linux зберігають всі операції запису до файлової системи в спеціальному файлі (casper-rw), таким чином, після того, як простір на накопичувачі закінчиться, він стає непридатним для використання і ОС перестає завантажуватися.
- Контролери USB на картах розширення (наприклад, ISA, PCI і PCI-E) майже ніколи не можуть бути використані для завантаження системи, таким чином, апаратні системи, які не мають власних контролерів USB (наприклад, такі, які були до появи USB) швидше за все, не зможуть завантажитися з USB, навіть якщо USB включена за допомогою такої карти розширення.
- Деякі комп'ютери, особливо старі, можуть не мати BIOS, який підтримує USB завантаження. Та багато таких, які підтримують USB завантаження, але все ще можуть бути не в змозі завантажити пристрій. У цих випадках комп'ютер може часто бути «перенаправлений» для завантаження з пристрою USB за допомогою використання завантажувального компакт-диска або дискети.
- Комп'ютери Macintosh на основі Intel мають обмеження при завантаженні з USB-пристроїв — прошивка EFI може розпізнавати і завантажуватися з USB-накопичувачів, але він може робити це тільки в режимі EFI. Коли прошивка перемикається на «застарілий» режим BIOS, він більше не розпізнає USB-накопичувач. Системи Non-OS X не можуть, як правило, завантажується в режимі EFI, а саме Windows, і Linux, і, таким чином, USB завантаження може бути обмеженим комбінацією підтримуваного апаратного і програмного забезпечення, яке може легко завантажуватися через EFI, однак, такі програми, як Mac Linux USB Loader можуть полегшити задачу завантаження Linux-Live USB на Mac. Це обмеження може бути виправлено або заміною прошивки Apple, для включення драйвера USB в режимі BIOS, або заміною операційних систем, для видалення залежності від BIOS.
- Через додаткові цикли запису які відбуваються при повномасштабній установці, термін служби флеш-накопичувача може бути дещо знижено. Це не відноситься до систем зокрема призначених для «живих» систем, які зберігають всі зміни в оперативній пам'яті, поки користувач не вийде. Блокована на запис SD карта (відома як Live SD, твердотілий дублікат Live CD) у USB картридері — це є ефективний спосіб уникнути будь-яких робочих циклів запису на флеш-носії і обійти цю проблему. SD карта як WORM пристрій має, по суті, необмежений термін служби. ОС, такі як Linux можуть запускатися з Live USB/SD карти і використовувати звичайні носії для запису, такі як магнітні диски, для збереження змін в системі.

## Створення Live USB
Існують різні програми для створення Live USB: WinToUSB (Windows), Win32DiskImager (Windows), YUMI — Multiboot USB Creator, WiNToBootic (Windows) або Fedora Live USB Creator, UNetbootin, Multisystem LiveUSB MultiBoot, які працюють з різними дистрибутивами. Кілька дистрибутивів Linux і Live CD мають готові скрипти, які виконують такі дії автоматично. Крім того, на Knoppix і Ubuntu можна встановити додаткові програми та стійка файлова система може бути використана для зберігання змін. Базова інсталяція знаходиться у діапазоні між всього лише 40 МБ до цілого 1 Гб.
Live CD дистрибутиву Knoppix, має утиліту, яка, при завантаженні, дозволяє користувачам записати структури файлів операційної системи або тимчасово, на RAM диск, або постійно, на диски і флеш-носії, щоб зберегти будь-які додані конфігурації і оновлення безпеки. Це може бути простіше, ніж відтворювати систему USB, але може бути спірним, тому що багато інструментів Live USB прості у використанні.

## Повна інсталяція на накопичувач
Альтернативою живого рішення є традиційна установка операційної системи з усуненням розділів підкачки. Ця установка має бути ефективною для програмного забезпечення. Проте, повна установка не без недоліків; через додаткові цикли запису, які відбуваються при повному встановленні, термін служби флеш-накопичувача може бути дещо знижено. Для пом'якшення цього деякі живі системи призначені для зберігання змін в оперативній пам'яті до тих пір як користувач не вимкне систему, яка потім запише ці зміни. Іншим фактором є те, якщо швидкість пристрою зберігання є знедоленою; продуктивність може бути порівнянна з застарілими комп'ютерами, навіть на машинах з сучасними частинами. Одним зі способів вирішення цієї проблеми є використання жорсткого диска USB, оскільки вони зазвичай дають більш високу продуктивність, ніж флеш-диски, незалежно від роз'єму.

### Windows
Хоча багато Live USB відносяться до завантаження операційної системи з відкритим вихідним кодом, таких як Linux, можна створювати Live USB для Windows, за допомогою Diskpart або WinToUSB. 

## Приклади операційних систем Live USB
- BeleniX[en]: модифікований інсталятор Open Solaris, який включає Live CD та Live USB.
- Debian офіційно підтримує Debian live project, проект, який постачає «живі» образи кожного стабільного релізу з можливістю вибору оточення робочого столу.
- Fedora (Fedora Live USB creator).
- Gentoo (Gentoo USB Live).
- Haiku: інструмент встановлення встановлює операційну систему або на жорсткий диск, або на Live USB.
- Knoppix, один з найперших «живих» Linux дистрибутивів.
- Mac OS X (Intel): версія Mac OS X, основана на Intel може завантажуватися з любої файлової системи USB.
- Open BSD.
- OS-9[en] RTOS: стандартний майстер конфігурації OS-9 для x86 створює завантажувальний USB пристрій. OS-9 5.0 для X86 буде підтримувати створення завантажувальних CD.
- OSx86: деякі «хакнуті» образи Mac OS X можуть бути записані на флеш-накопичувач та стати повноцінною системою Mac OS X.
- Pardus.
- Puredyne[en]: Live CD/DVD/USB дистрибутиви для художників та дизайнерів.
- PCLinuxOS: версія 2009.1 поставляється з Live USB Creator tool, версія 2008 «MiniMe» може бути встановлена в ручну.
- Puppy Linux: розроблена для легкої інсталяції на USB.
- Sugar: Sugar on a Stick — це Live USB для дітей та навчання.
- Tails Linux: The Amnesic Incognito Live System. Використовує анонімізацію Tor, на основі Debian.
- Ubuntu Desktop (встановлювач): може бути запущеною live-сесією з USB-пристрою включаючи програми, налаштування та документи.
- Windows Preinstallation Environment: вільно доступна версія live-установки Windows, тільки консоль.

### Windows To Go
Windows To Go — компонент, що входить до складу Windows 8 «Корпоративна», Windows 8.1 «Корпоративна», Windows 10 «Корпоративна», Windows 10 «Для освітніх установ», який дозволяє ОС завантажуватися і запускатися з певних USB-накопичувачів, таких як USB -флеш-накопичувачі і зовнішні жорсткі диски, які були сертифіковані Microsoft як сумісні .  Це повністю кероване корпоративне середовище Windows.

## Порівняння
| Дистрибутив       | Альтернативи створенню Live CD                                 | Збереження файлів                                                  | Збереження доданків     | Методи завантаження    |
| ----------------- | -------------------------------------------------------------- | ------------------------------------------------------------------ | ----------------------- | ---------------------- |
| Fedora 9          | Netinstaller (завантажує ISO образ та створює USB), UNetbootin | У папки                                                            | Відсутнє                |                        |
| Gobolinux         | Zip + sh та bat скріпти                                        | -                                                                  | -                       | 2ram (gobolinux toram) |
| Slax              | Zip + sh та bat скріпти, UNetbootin                            | -                                                                  | -                       |                        |
| SliTaz            | Відсутня та з внутрішнього пристрою ($tazusb)                  | У «хакерну» папку                                                  | Through script (Tazusb) | 2ram — lowram          |
| Ubuntu та похідні | UNetbootin                                                     | Автоматичне                                                        | Автоматичне             |                        |
| Wolvix            | Відсутня (Панель керування)                                    | Автоматичне після створення постійного простору (Панель керування) | Автоматичне             | AllUsb — 2Ram          |

Syslinux is a common program to make a bootable USB storage device.